# Ramón Valls Plana
Ramón Valls Plana (Valls, 27 de febrer de 1928 - Barcelona, 17 d'agost de 2011) va ser un jesuïta, filòsof i catedràtic universitari català, especialista en l'obra i el pensament hegelià.
Llicenciat en Filosofia i Lletres per la Universitat de Barcelona al mateix temps que seguia la seva formació eclesiàstica, va realitzar el seu doctorat a Múnic i Roma. Quan ja havia abandonat la Companyia de Jesús, va presentar la seva tesi doctoral, Del jo al nosaltres: Lectura de la fenomenologia de Hegel, que es va convertir en llibre en 1971, constituint obra de referència per a l'estudi de Friedrich Hegel al món hispà. Va ocupar càtedra com a professor de Filosofia a la universitat de Barcelona, per passar més tard a la de Saragossa i després a la del País Basc amb seu a Sant Sebastià, on va fundar la Facultat de Filosofia el 1978. En 1979 va tornar a Barcelona on va ser secretari general, vicerector i síndic de greuges de la universitat.
Va participar en la refundació de la Societat Catalana de Filosofia juntament amb Xavier Rubert de Ventós i Eugeni Trias. Del conjunt de la seva obra, va destacar, a més de la tesi doctoral, La dialèctica (1981), Societat civil i Estat a la Filosofia del Dret de Hegel (1993), Conceptes per a una filosofia de l'educació pluralista i pacifista (1995), la traducció de l'obra de Hegel Enciclopèdia de les Ciències Filosòfiques i Una ètica per a la bioètica, i a estones per a la política (2003). A més, juntament amb altres autors, va publicar en 2004, La controvèrsia de Hegel amb Kant. En els últims anys es va interessar especialment per l'ètica i la bioètica i va mantenir una constant preocupació per l'anomenat paradigma científic, sobre el que sostenia que "tot saber humà està ple de problemes sobre el seu fonament", sent el paper de la filosofia garant de les últimes preguntes de tot coneixement. Va ser membre fundador de l'Observatori de bioètica i dret de la Universitat de Barcelona.